# Nationalpark Jamanxim
Der Nationalpark Jamanxim ist ein Schutzgebiet in Brasilien, das im Jahr 2006 ausgewiesen wurde und 8.598 km² groß ist. Die brasilianischen Fernstraße BR-163, eine der Hauptverkehrsadern des Amazonas, führt von Norden nach Süden durch den Nationalpark. Außerdem haben Wasserkraftwerke entlang des Rio Tapajós negative Auswirkungen auf das Schutzgebiet.